# ROH Hall of Fame
La ROH Hall of Fame è un'istituzione del wrestling che comprende tutti quei lottatori, tag team, manager o personalità che hanno avuto carriere di spicco nella Ring of Honor.

## Storia
La Ring of Honor ha istituito la sua Hall of Fame il 26 gennaio 2022, nel corso della celebrazione del ventesimo anniversario della nascita della federazione.

## Albo d'oro

### Lottatori singoli
| Anno | Wrestler        | Vero nome            |
| ---- | --------------- | -------------------- |
| 2022 | Bryan Danielson | Bryan Danielson      |
| 2022 | Samoa Joe       | Nuufolau Joel Seanoa |
| 2022 | CM Punk         | Philip Jack Brooks   |

### Tag Team
| Anno | Tag team             | Membri                   |
| ---- | -------------------- | ------------------------ |
| 2022 | The Briscoe Brothers | Mark Briscoe Jay Briscoe |